# هو تشينغ (مهندسة)
هو تشينج (Chinese) (من مواليد 27 مارس 1953) سيدة أعمال سنغافورية، تشغل منصب الرئيس التنفيذي لشركة Temasek Holdings (منذ عام 2004). وهي متزوجة من رئيس وزراء سنغافورة الحالي، لي هسين لونغ. انضمت لأول مرة إلى شركة تيماسيك القابضة كمدير في يناير 2002، ثم أصبحت المدير التنفيذى في مايو 2002، وعينت رئيسًا تنفيذيًا في 1 يناير 2004. واعتبارًا من عام 2018، تم إدراجها في المرتبة 17 كأقوى امرأة في العالم من قبل فوربس .

## عنها
ولدت في 27 مارس 1953 في سنغافورة. أكملت تعليمها الثانوي في مدرسة الهلال للبنات. حيث كانت واحدة من أفضل الطالبات في امتحانات المستوى A في National Junior College ، حيث مُنحت لقب طالبة العام. ثم التحقت بجامعة سنغافورة آنذاك (الآن جامعة سنغافورة الوطنية) وتخرجت في عام 1976 بشهادة بكالوريوس في الهندسة (الكهربائية مع مرتبة الشرف الأولى). في عام 1982 حصلت على درجة الماجستير في العلوم (الهندسة الكهربائية) من جامعة ستانفورد.

## حياتها الوظيفية
بدأت حياتها المهنية كمهندسة في وزارة الدفاع في سنغافورة عام 1976. وفي عام 1983، أصبحت مديرة منظمة العتاد الدفاعي (وكالة المشتريات الدفاعية بالوزارة)، وشغلت في نفس الوقت منصب نائب مدير منظمة علم الدفاع. ثم انضمت إلى شركة سنغافورة للتقنيات في عام 1987 كنائب مدير الهندسة، وتولت العديد من المسئوليات العليا قبل أن تصبح رئيسًا لها ومديرها التنفيذي في عام 1997. ويرجع لها الفضل في إعادة تنظيم المجموعة وتنميتها في السنوات الخمس التي قادتها فيها، على سبيل المثال، كانت المهندسة المعمارية لتشكيل وإدراج شركة سنغافورة للهندسة التكنولوجية كأكبر شركة هندسة دفاع مدرجة في آسيا في عام 1997، وعملت كأول رئيس لها.
انضمت إلى شركة تماسيك القابضة كمدير في يناير 2002 وأصبح مديرها التنفيذي في مايو 2002. وقال آنذاك رئيس مجلس الوزراء السابق S. Dhanabalan ، إن هو تشيغ كانت أفضل شخص في المنصب بسبب «استعدادها لتحمل المخاطر المحسوبة».
تولت تشيغ منصب الرئيس التنفيذي لشركة تماسيك في 1 يناير 2004. ويرجع الفضل لها على نطاق واسع في تحويل شركة تماسيك، وهي شركة استثمار مملوكة للحكومة السنغافورية، من شركة تركز على سنغافورة إلى مستثمر نشط في آسيا والعالم. تمتلك تماسيك وتدير محفظة صافية بقيمة 215 مليار دولار سنغافوري (173 مليار دولار أمريكي) في 31 مارس 2013.
تتمتع تشيغ بسجل حافل في الخدمة العامة، لا سيما أنها شغلت منصب رئيس معهد سنغافورة للمعايير والبحوث الصناعية، ونائب رئيس مجلس الإنتاجية والمعايير، ومجلس التنمية الاقتصادية. وخلال 17 عامًا في تيماسيك، ساعدت محفظتها على النمو إلى أكثر من 313 مليار دولار.

## الأوسمة والتكريمات
في عام 1995، مُنحت جائزة خريجي الهندسة الوطنية المتميزة من جامعة سنغافورة الوطنية، وهي أيضًا حاصلة على درجة الزمالة الفخرية من معهد المهندسين بسنغافورة.
ونظرا لدورها في العمل العام، مُنحت وسام سنغافورة للإدارة العامة (الفضة 1985) وجائزة نجمة الخدمة العامة (1996) من قبل حكومة سنغافور.
ظهر تشيغ في العديد من التصنيفات لأقوى الناس وأكثرهم نفوذاً في العالم، في عام 2007 تم اختيار تشيغ كواحدة من «100 من الرجال والنساء الأكثر نفوذاً» الذين شكلوا العالم من قبل مجلة TIME. أيضا في عام 2007 صنفتها مجلة فوربس في المرتبة الثالثة في قائمتها السنوية لأقوى النساء في العالم، خلف المستشارة الألمانية أنجيلا ميركل ونائبة رئيس مجلس الدولة الصيني وو يي. وقد تسلقت تشيغ 33 نقطة من المركز 36 في قائمة العام السابق.
في عام 2011 تم تصنيف تشيغ ضمن قائمة «50 الأكثر تأثيرًا» من قبل مجلة Bloomberg Markets.
في عام 2013 تم تصنيف تشيغ في المركز التاسع في تصنيف Public Investor 100 الذي تم تجميعه من قبل معهد صندوق الثروة السيادية.
اعتبارًا من عام 2014، تم إدراجها في المرتبة 59 كأقوى امرأة في العالم من قبل فوربس  ، في يونيو 2014 تم منحها جائزة رواد الأعمال الآسيويين، ومُنحت جائزة بيت آسيا السنوية للأفراد الذين يجسدون «القائد الخادم» - النجاح الاقتصادي والتميز المهني مصحوبًا بالقيادة الأخلاقية والخدمة للمجتمع، (بيت آسيا: هو مركز خبرة في آسيا والمنظمة الرائدة في عموم آسيا)  وأصبحت أقوى 30 امرأة في 2016.
في عام 2019، احتلت المرتبة 23 في قائمة «أقوى النساء في العالم» التي أعلنتها مجلة فوربس.

## العمل العام
بصفتها الشخصية تدعم تشيغ خدمة المجتمع المختلفة والمنظمات الخيرية، حيث أن لديها اهتمام خاص بتعليم ذوي الاحتياجات الخاصة والرعاية الصحية ونماء الأطفال. فهي راعية أسيزي هوسبيس، والرئيس المؤسس لمؤسسة Trailblazer Foundation Ltd، وهي مؤسسة خيرية تابعة لشركة IPC تعمل على توفير التمويل للتعليم والصحة والرياضة ورفاهية المجتمع. وفي مارس 2014 تم ضم تشيغ إلى قاعة النساء الأكثر شهرة في مجلس سنغافورة للمنظمات النسائية، والتي تكرم النساء المتميزات في سنغافورة في جميع مجالات ذوى الهمم.
في أغسطس 2016، تلقت تشيغ ردود فعل إيجابية  عندما قامت بزيارة البيت الأبيض بمناسبة 50 عامًا من العلاقات الثنائية بين الولايات المتحدة وسنغافورة  ، وحملت وقتها الحقيبة المصممة من قبل طالبة من مدرسة Pathlight (في إطار برنامج تطوير الفنانين). حيث أن تشنغ تشغل منصب مستشار لمركز موارد التوحد (ARC)، وهي مؤسسة خيرية غير ربحية مسئولة عن مدرسة Pathlight، وكسبت الحقيبة في حدث ARC لجمع التبرعات  ، وتشيغ هي أيضًا راعية لجمعية التوحد في سنغافورة.

## الحياة الشخصية
تشيغ هي الأبنه الأكبر من أربعة أبناء لرجل الأعمال المتقاعد هو انغ هونغ وتشان تشيو بينغ. ولديها أخوين وأخت  شقيقتها هو بينغ هي رئيسة مجلس الامتحانات والتقييم في سنغافورة بينما الأخ الأصغر هو سينغ هو المدير التنفيذي لشركة Starhill Global REIT . التقت بزوجها، لي هسين لونج، رئيس وزراء سنغافورة الحالي والابن الأكبر لرئيس وزراء سنغافورة السابق لي كوان يو، أثناء انطلاقها في حياتها المهنية في وزارة الدفاع،  تزوجا في 17 ديسمبر 1985 ولهما ولدان Hongyi و Haoyi. وتشنغ هي زوجة الأب لطفلي من زواجه لونج الأول - ابنة Xiuqi وابنه Yipeng.

## روابط خارجية
- قصة سنغافورة: مذكرات لي كوان يو
- لي كوان يو | مقالات خطب ومقابلات - لي كوان يو 李光耀